# Speleonectes epilimnius
Speleonectes epilimnius är en kräftdjursart som beskrevs av Jill Yager och Carpenter 1999. Speleonectes epilimnius ingår i släktet Speleonectes och familjen Speleonectidae. Inga underarter finns listade i Catalogue of Life.